# Ingeborg Markgraf-Dannenberg
Ingeborg Markgraf-Dannenberg (* 18. März 1911 in Berlin; † 22. März 1996 in Zürich) war eine deutsche Botanikerin. Ihr offizielles botanisches Autorenkürzel lautet „Markgr.-Dann.“.

## Leben und Wirken
Die in Berlin geborene Ingeborg Dannenberg studierte an der Friedrich-Wilhelms-Universität zu Berlin und in Innsbruck. Während des Studiums lernte sie ihren künftigen Mann Friedrich Markgraf (1897–1987) kennen, der seit 1934 eine außerordentliche Professur für Botanik innehatte. Wegen des Krieges konnte sie ihre Doktorarbeit nicht beenden. Während des Krieges kam in Berlin ihre Tochter Vera Markgraf (20. Dezember 1942) zur Welt, die ebenfalls Botanikerin wurde. Ihr Vater wurde Opfer von Bombardierungen der Stadt. Die Familie Markgraf lebte am Ende des Krieges in Tirol.

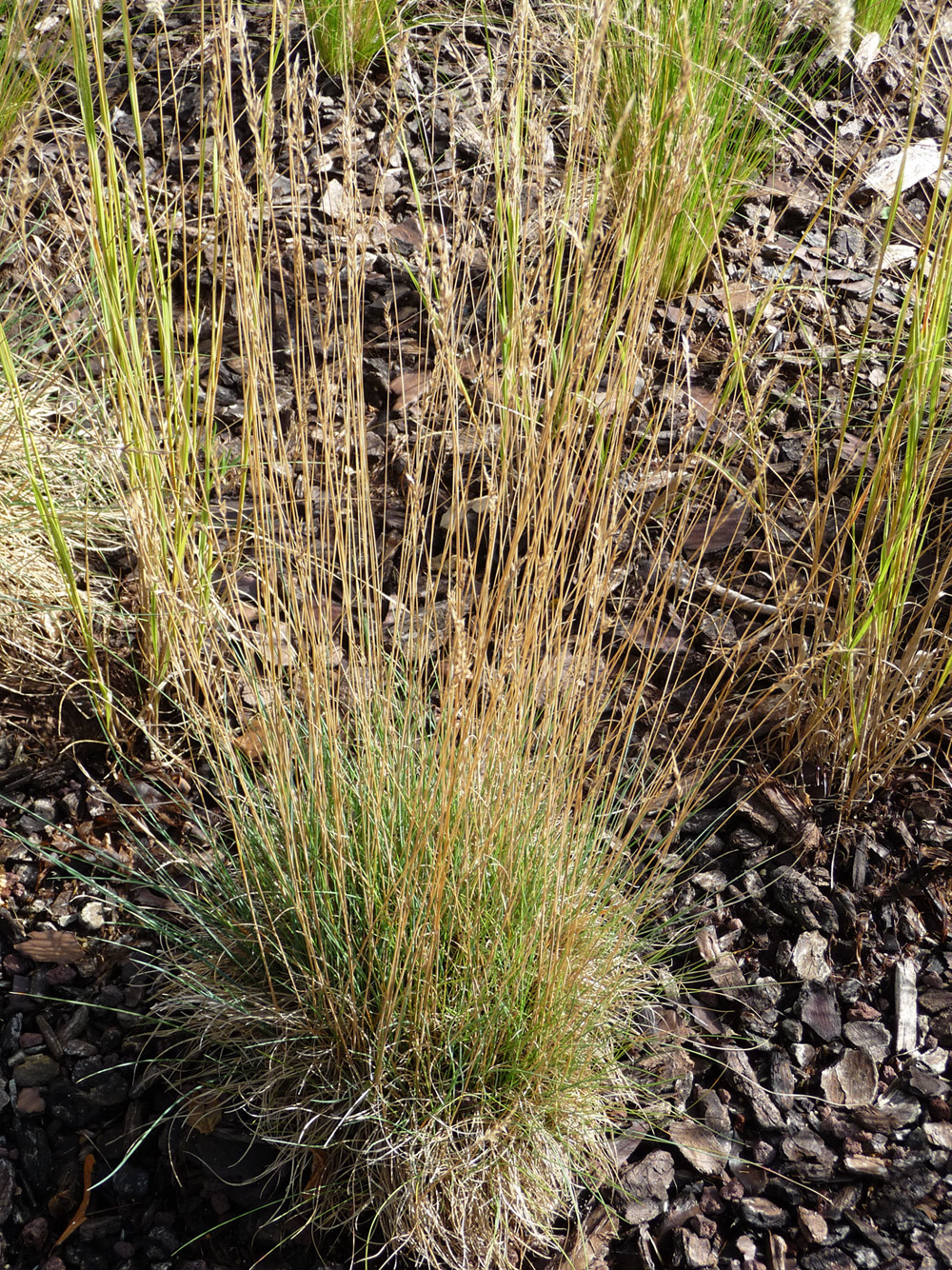
Festuca arvernensis, ein von Ingeborg Markgraf-Danneberg bestimmter Schwingel aus Frankreich

Nach dem Zweiten Weltkrieg zog die Familie nach München, wo Friedrich Markgraf an der Ludwig-Maximilians-Universität unterrichtete. 1958 wurde Markgraf Ordinarius für Botanik an der Universität Zürich und war bis zu seiner Emeritierung Direktor des Botanischen Gartens Zürich und des Instituts für Systematische Botanik.
Ingeborg Markgraf-Dannenbergs Spezialgebiet wurden die Schwingel (Festuca). Sie forschte und publizierte dazu bis ins hohe Alter. Ihre Forschungsreisen in der Nachkriegszeit waren mit vielen Schwierigkeiten verbunden. In Zürich arbeitete und forschte sie am Institut für Systematische Botanik der Universität und im Botanischen Garten.

„Ingeborg Markgraf-Dannenberg bleibt vielen Botanikern in Erinnerung als unermüdliche Erforscherin der Systematik der Gattung Festuca, einer der Grasgruppen mit besonders schwierig zu bestimmenden Taxa.“

1981 erhielt Ingeborg Markgraf-Dannenberg die Ehrenmitgliedschaft der Schweizerischen Botanischen Gesellschaft. Jan-Frits Veldkamp benannte einen Schwingel aus Neuguinea nach ihr: Festuca markgrafiae.

## Werke
- Studien an irischen Festuca-Rassen. In: Veröffentlichungen des Geobotanischen Institutes Rübel in Zürich. Band 25, 1952, S. 114–142 (Digitalisat [PDF; 11,33 MB]).
- Die auf der I.P.E. in Spanien beobachteten Vertreter der Gattung Festuca. In: Veröffentlichungen des Geobotanischen Institutes Rübel in Zürich. Band 31, 1953, S. 273–286 (doi:10.5169/seals-307973 [PDF]).
- mit Erwin Janchen: Festuca. In: Erwin Janchen: Catalogus florae Austriae. I. Teil: Pteridophyten and Anthophyten (Farne und Blütenpflanzen). Springer, Wien 1960, S. 800–814.
- Festuca. In: Max Welten et al.: Kartierung der Schweizer Flora: Bestimmungsschlüssel zu kritischen Sippen. 2. Auflage. Botanisches Institut der Universität, Bern 1968, S. 73–96.
- Die systematische Zugehörigkeit von Festuca kilimanjarica Hedberg (La posición taxonómica de Festuca kilimanjarica Hedberg). In: Willdenowia. 5 (2), März 1969, S. 271–278.
- Die Gattung Festuca in Griechenland. In: Veröffentlichungen des Geobotanischen Institutes Rübel in Zürich. Band 56, 1976, S. 92–182.
- Festuca-Probleme in ökologisch-soziologischem Zusammenhang. In: Nachheft zum Bericht über die internationale Fachtagung „Bedeutung der Pflanzensoziologie für eine standortgemäße und umweltgerechte Land- und Almwirtschaft“ (12. und 13. September 1978 in Gumpenstein, Steiermark). BVA für alpenländische Landwirtschaft Gumpenstein, 1979, S. 337–386.
- Festuca L. In: Thomas Gaskell Tutin et al.: Flora Europaea. Band 5. Cambridge University Press, 1980, S. 125–153, ISBN 0-521-20108-X.
- The Genus Festuca (Gramineae) in Turkey: New Taxa and New Names. In: Willdenowia. 11 (2), 30. Dezember 1981, S. 201–210.
- mit Jan-Frits Veldkamp: New species of Festuca L. (Gramineae) of Malesia. In: Blumea. 41, 1996, S. 217–222 (repository.naturalis.nl [PDF]).